# Akko (sjö i Urais, Mellersta Finland)
Akko är en sjö i kommunen Urais i landskapet Mellersta Finland i Finland. Arean är 35 hektar och strandlinjen är 4,86 kilometer lång. Sjön  ingår i Kymmene älvs huvudavrinningsområde.   Den ligger omkring 32 kilometer nordväst om Jyväskylä och omkring 260 kilometer norr om Helsingfors. 